# ダチョ・リブレ
『ダチョ・リブレ』は、テレ朝チャンネルで放送されていたダチョウ倶楽部のメンバーを中心としたバラエティ番組。「ばっかス」と「へらクレス」による2部構成。2007年1月に開始され、2012年12月に番組終了。放送回数は全221回。

## 概要
上島竜兵率いる竜兵会メンバーによるばっかスとネイチャージモン（寺門ジモン）によるへらクレスの2パターンの異なる主旨の内容を隔週交代で放送。キャッチコピーは、「裏ダチョウ倶楽部」、「ダチョウ倶楽部の裏エンターテインメント番組」。
他のテレ朝チャンネルの多くの番組同様、レギュラー放送は断続的なものとなっている。これまで6シーズンが放送された。2010年4月より地上波（一部地域）でも放送開始。
- 第1シーズン: 2007年1月 - 11月
- 第2シーズン: 2008年3月 - 10月
- 第3シーズン: 2009年4月 - 9月
- 第4シーズン: 2010年3月 - 12月
- 第5シーズン: 2011年1月 - 2012年1月（「へらクレス」は8月スタート）
- 第6シーズン: 2012年3月 - 12月

第2シーズン初回からハイビジョン製作。本編放送尺は第1シーズンから第3シーズンまで28分。第4シーズンより24分となる。

## 出演者

### ばっかス
上島竜兵を中心とする会である竜兵会のメンバーが中心となっている。
- 上島竜兵（ダチョウ倶楽部）
- 肥後克広（ダチョウ倶楽部）
- 土田晃之
- 有吉弘行
- ノッチ（デンジャラス）
- 安田和博（デンジャラス）
- ヤマザキモータース

旧芸名はノンキー山崎であり、当番組内でヤマザキモータースへと改名した。
- スギ。（インスタントジョンソン）

### へらクレス
- 寺門ジモン（ダチョウ倶楽部）

ネイチャージモンとして出演
- スマイリーキクチ
- くじら
- 北林明日香
- 野呂佳代

## 放送内容

### ばっかス
太陽様こと上島竜兵を中心とした竜兵会メンバーによって、東高円寺駅そばにある居酒屋野武士でのフリートークやテレビ朝日の会議室をスタジオにしての単発企画を行う。
主な企画
- 関東竜兵会参上!
- 緊急開催!竜兵会裏ドラフト会議
- 上島竜兵、ラジオに挑戦!
- 竜兵上島のオチのない話
- 30分フリートーク
- 竜兵会!やり残した企画をやってみよう!
- 祝!第2シーズン開始 それぞれの年末年始
- 企画プレゼン大会
- 竜兵会が視聴者のメールに答える
- 新竜兵会発足
- 太陽様人脈図
- 徹底討論!竜兵会2008
- 有吉ニックネームクイズ
- 竜兵会LIVE 太陽様とフリートーク
- 一ヶ月大喜利
- いい肥後シーサー
- 野武士の新メニューを考える
- デンジャラス20周年SP
- 竜兵会フリートーク
- 太陽様VS偽太陽様 本物はどっち！
- クイズ＄ミヒゴネア
- 竜兵会見たい番組ドラフト会議
- アメトークのプレゼン大会に出たい芸人
- 第2の有吉オーディション
- 有吉ギャグスクール
- 竜兵会 ギャグ事業仕分け
- 竜兵会トークライブ
- 証人喚問で噂を追求
- 竜兵会1人1変化
- 野武士フリートーク
- 女芸人の口説き方講座
- 太田プロ若手芸人をもっと知ろう！
- 竜兵会総選挙
- 太陽様 リベンジの8番勝負
- ノッチ リアクションクイズ
- みんなで上島竜兵のアンケートを考えてあげよう！
- 朝まで竜兵会
- 上島サンタ
- ダチョウ×ダチョウ
- 土田と有吉への苦情 覆面座談会
- これができたら50万円
- マネージャーとの意思疎通クイズ
- 野武士の不人気メニュー7品を当てるまで帰りません
- あのものまね王決定戦
- 新婚芸人さん いらっしゃい！
- 第2のノッチオーディション
- あたかもトーク
- クイズ肥後学王
- ある意味 美食アカデミー 人気女性タレント編
- ある意味 美食アカデミー 人気おネエキャラ編
- 上島竜兵 丸裸クイズ！！
- あるある王決定戦
- 飛石連休 藤井 コントロール王選手権
- 竜兵会 2011年反省会
- Yahoo知恵袋の質問に竜兵会が回答
- アルコ＆ピース コントロール王選手権
- リアクションアカデミー
- 肥後 丸裸クイズ
- 肥後のできるスポーツを探せ！ランキングクイズ
- 6番勝負！負けたら土下座！
- ストライクツッチー 土田の懐に入りたい男達
- クイズ！奥さんに聞きました！
- 竜兵会 何でも派閥討論会
- 竜兵会B級ニュース報告会

土田、有吉による上島やノッチら、先輩芸人への辛辣な態度。上島と肥後の50近いオッサンの本気のケンカ、放送コードスレスレの下ネタなど、地上波で流すには耐えない酷すぎる内容が大半を占める。番組最後には上島の活躍ぶりを天気で評価（面白ければ快晴や晴れなど、スベった時は大雨、どしゃ降りなど、微妙な時は曇天、曇り時々雨など、もうどうしようもない時は大しけなど）されるのがお約束となっている。

### へらクレス
ネイチャージモンこと寺門ジモンとそのお供スマイリーキクチが食べ歩きをしたり、拘りを見せるコレクター宅を訪問したり、あらゆる著名人をネイチャー会に引きずりこもうとしたり、オオクワガタ採集(灯火採集や樹液採集)に行ったり、ネイチャーライブの模様を中継したりする。貴重なスニーカー・アメ車・アメカジといったアイテムを収集するコレクターと意気投合したり、美味い食べ物を食してテンションが上がり、暴走するネイチャーをスマイリーが必死に制御するシーンが数多く見られ、ネイチャーの凄まじさ、異様っぷりを存分に体感できる番組である。
バカ番組一辺倒といった感じのばっかスと違い、旅やグルメといった情報番組としての部分を押し出した内容だが、取り扱うテーマは非常にマニアックであり、一筋縄には行かない番組となっている。グルメとしての企画は、寺門ジモンの食バカ一代、取材拒否の店、寺門ジモンの常連めし〜奇跡の裏メニュー〜等と同様に寺門ジモン自身が通いつめた店を紹介する形となっている。2010年からは、同じ太田プロダクションの北林明日香と本日は晴天なりを連れてロケを行っていた。2011年9月からは、野呂佳代と山本麻貴、2012年8月からは桂木悠希が担当。2012年10月7日放送分では、カブトムシゆかりが登場。高松知美も参加。

## 放送時間
| 放送地域 | 放送局           | 系列           | 放送日時                                                    | 放送期間                     |
| -------- | ---------------- | -------------- | ----------------------------------------------------------- | ---------------------------- |
| 日本全国 | テレ朝チャンネル | CS放送         | 日曜 18:00 - 18:30（初回放送） 月曜 23:30 - 24:00（再放送） | 2007年1月 -                  |
| 青森県   | 青森朝日放送     | テレビ朝日系列 | 水曜 25:20 - 25:50                                          | 2011年4月6日 -               |
| 岩手県   | 岩手朝日テレビ   | テレビ朝日系列 | 月曜 25:15 - 25:45                                          | 2010年4月12日 - 9月20日      |
| 石川県   | 北陸朝日放送     | テレビ朝日系列 | 日曜 24:55 - 25:25                                          | 2010年4月4日 - 9月26日       |
| 山口県   | 山口朝日放送     | テレビ朝日系列 | 日曜 25:25 - 25:55                                          | 2010年5月30日 - 10月3日      |
| 長崎県   | 長崎文化放送     | テレビ朝日系列 | 火曜 25:25 - 25:55                                          | 2010年7月6日 - 2011年4月12日 |
| 熊本県   | 熊本朝日放送     | テレビ朝日系列 | 金曜 25:25 - 25:55                                          | 2010年4月2日 -               |
| 大分県   | 大分朝日放送     | テレビ朝日系列 | 水曜 25:55 - 26:25                                          | 2010年4月24日 -              |
| 沖縄県   | 琉球朝日放送     | テレビ朝日系列 | 月曜 25:15 - 25:45                                          | 2011年2月28日 -              |

## 地上波でのレギュラー放送
2010年4月より一部地域での地上波レギュラー放送がスタート。放送されているのは「ばっかス」のみで、CSでの第2シーズン放送分からスタートした。ただしCSでの第1シーズンから第3シーズンまでの本編尺は28分あり、地上波ではCMが挿入されるため一部シーンをカットして、本編尺を24分に短縮した編集版を放送している。それに合わせ、CSでは第4シーズンから本編尺24分で製作されることになった。

## DVD
- ダチョ・リブレ DVD-BOX 1/2（2007年7月）

第1シーズン前半で放送された内容に未公開映像を加えたもの。各巻「へらクレス」ディスクと「ばっかス」ディスクの2枚組構成となっており、1枚に4回分ずつが収録されている。

## スタッフ
- 構成：安田和博、タムケン
- カメラ：高村実
- AUD：鶴田圭介
- 編集：野村圭一
- MA：出田美穂
- 音効：磯部裕之（アーツポート企画）
- CG：キャニットG
- AD：伊藤藍
- 技術協力：スイット、ヴイ・ビジョンスタジオ
- ディレクター：小田万里太郎、飛田真也、横山貴子
- プロデューサー・演出：石和富志男
- チーフプロデューサー：杉村全陽（テレビ朝日）
- 制作：テレビ朝日、クリエイティブ30

### 共通スタッフ
- タイトルコール：ケイ・グラント（クレジットに「ありえない程友情出演」と表記されている）
- ナレーター：森一丁